# Parti du centre (Norvège)
Pour les articles homonymes, voir SP et Parti du centre.
Le Parti du centre (Senterpartiet, abrégé Sp) est un parti politique norvégien agrarien et centriste fondé en 1920. Créé originellement en tant qu’aile politique d’une organisation agrarienne, il rompit rapidement les liens avec cette dernière. Jusqu’en 1959, il porta le nom de Parti des paysans (Bondepartiet).

## Histoire
Le parti du centre a participé à sept gouvernements entre 1930 et 2000, dont trois sous sa direction. Il s’est toujours agi de gouvernements de droite ou de centre-droit, sans la participation des travaillistes. De 2005 à 2013, toutefois, le parti du centre participe au gouvernement de centre gauche du ministre d’État travailliste Jens Stoltenberg.

## Idéologie
Son programme est centré sur un développement économique et un processus décentralisés. Eurosceptique, il s’est opposé à l’adhésion à l’Union européenne de la Norvège depuis sa première tentative en 1972.

## Personnalités

### Présidents du Parti

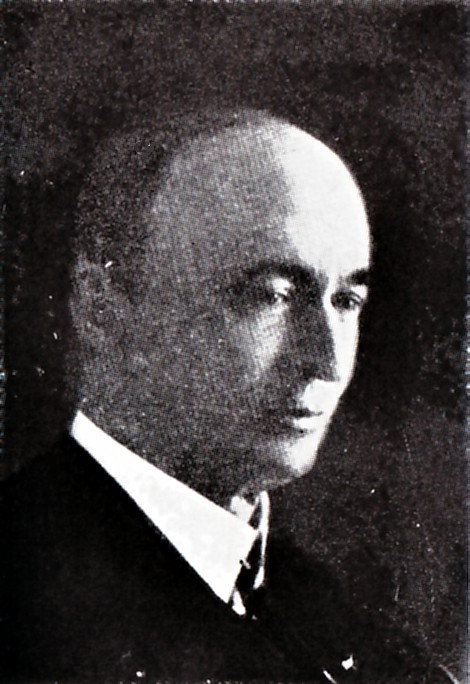
Johan E. Mellbye (1920-1921)
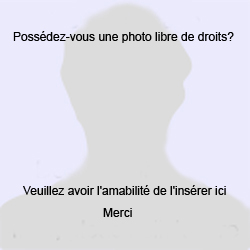
Kristoffer Høgset (1921-1927)
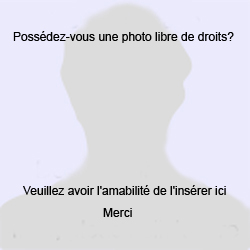
Erik Enge (1927-1930)
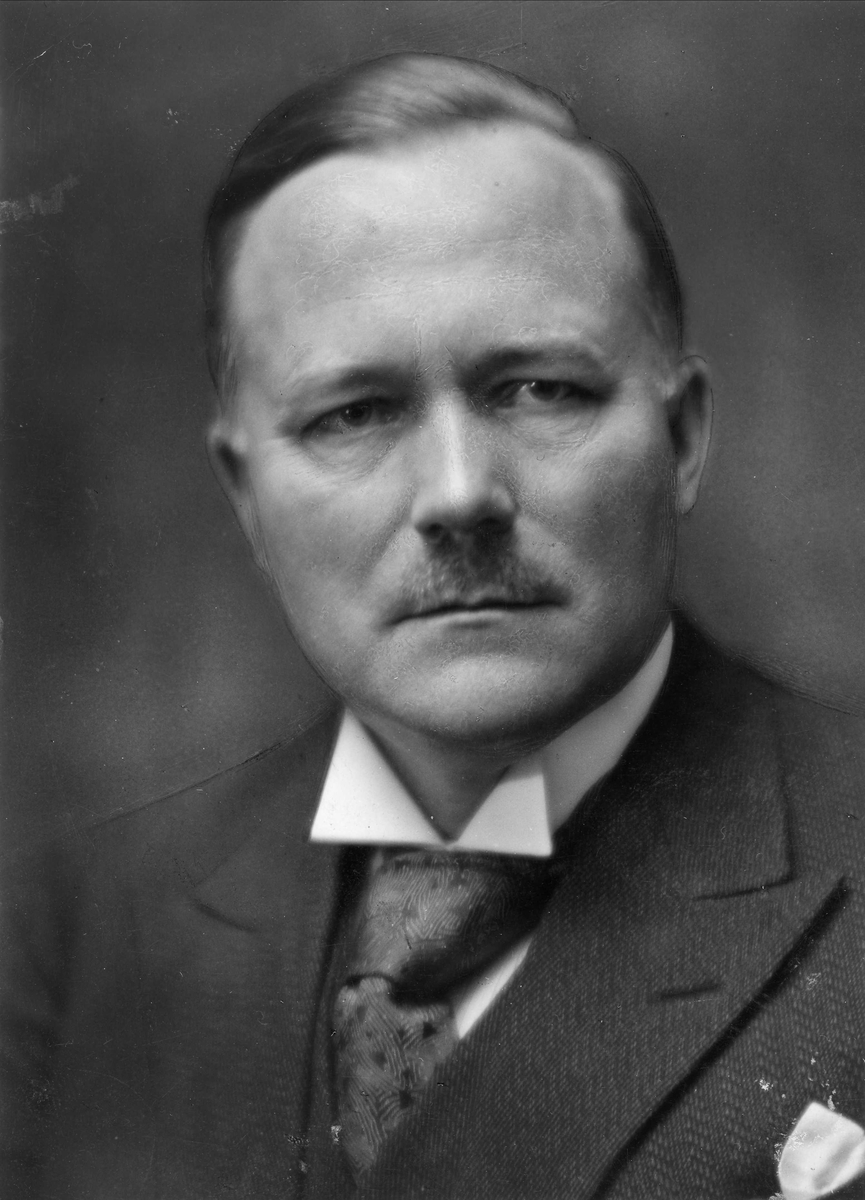
Jens Hundseid (1930-1938)
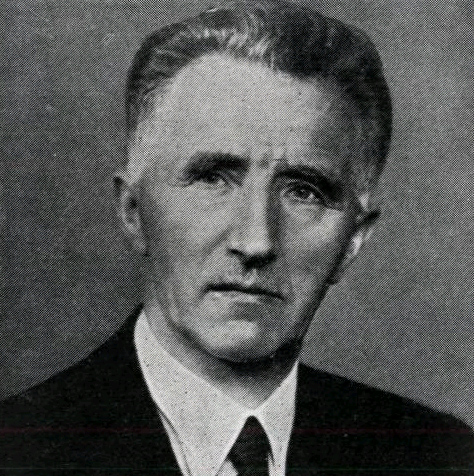
Nils Trædal (1938-1948)
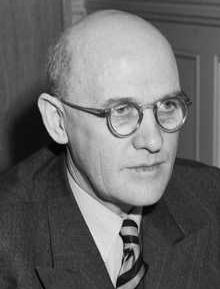
Einar Frogner (1948-1954)
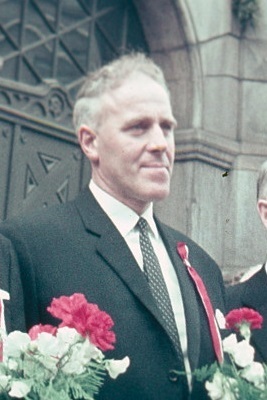
Per Borten 1955–1967
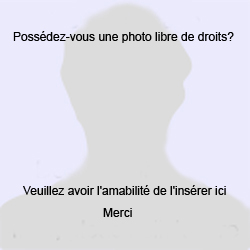
John Austrheim 1967–1973
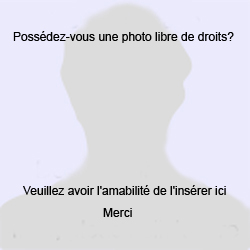
Dagfinn Vårvik 1973–1977
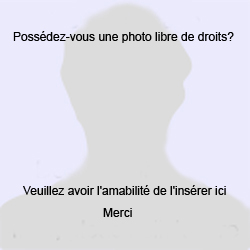
Gunnar Stålsett 1977–1979
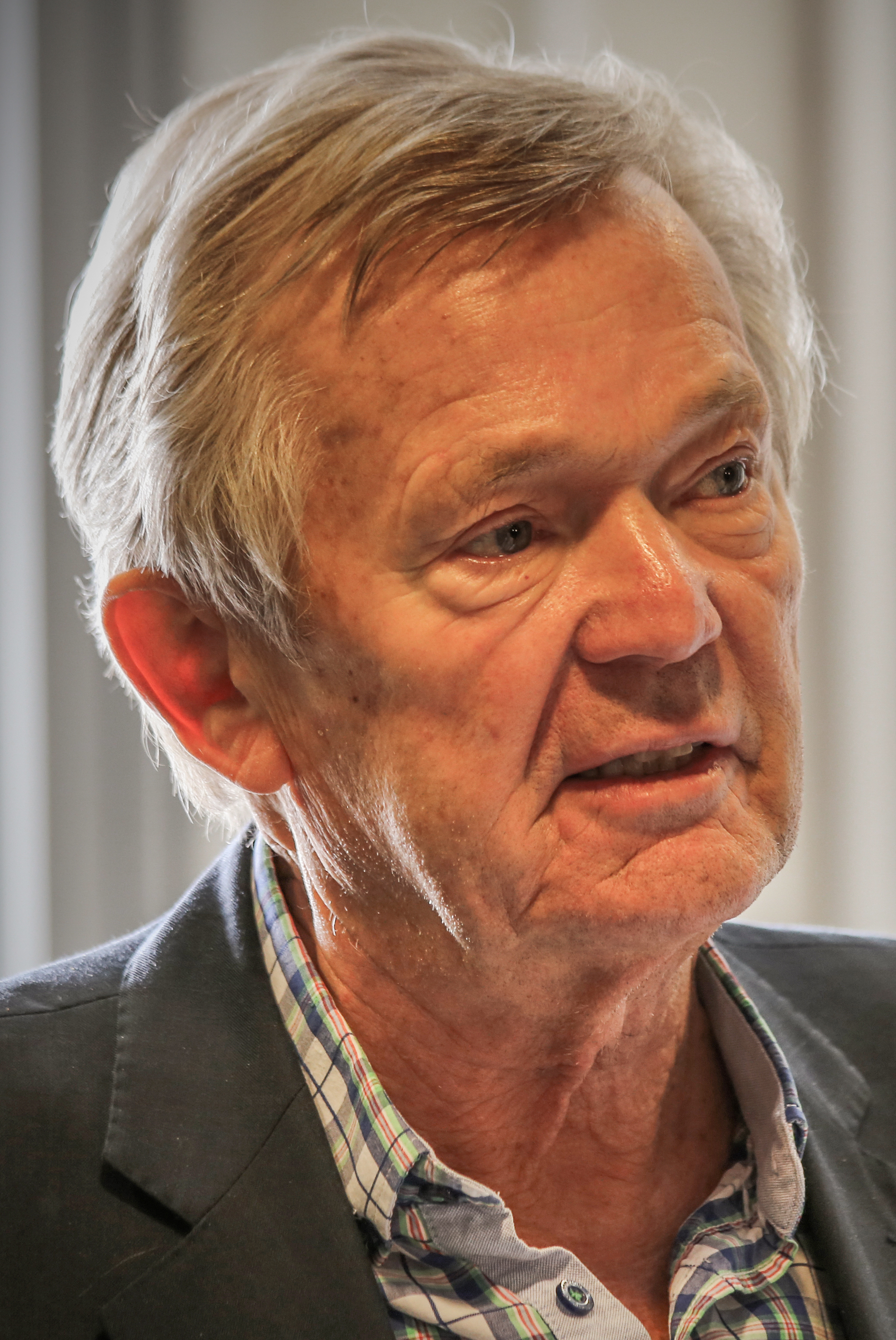
Johan J. Jakobsen 1979–1991
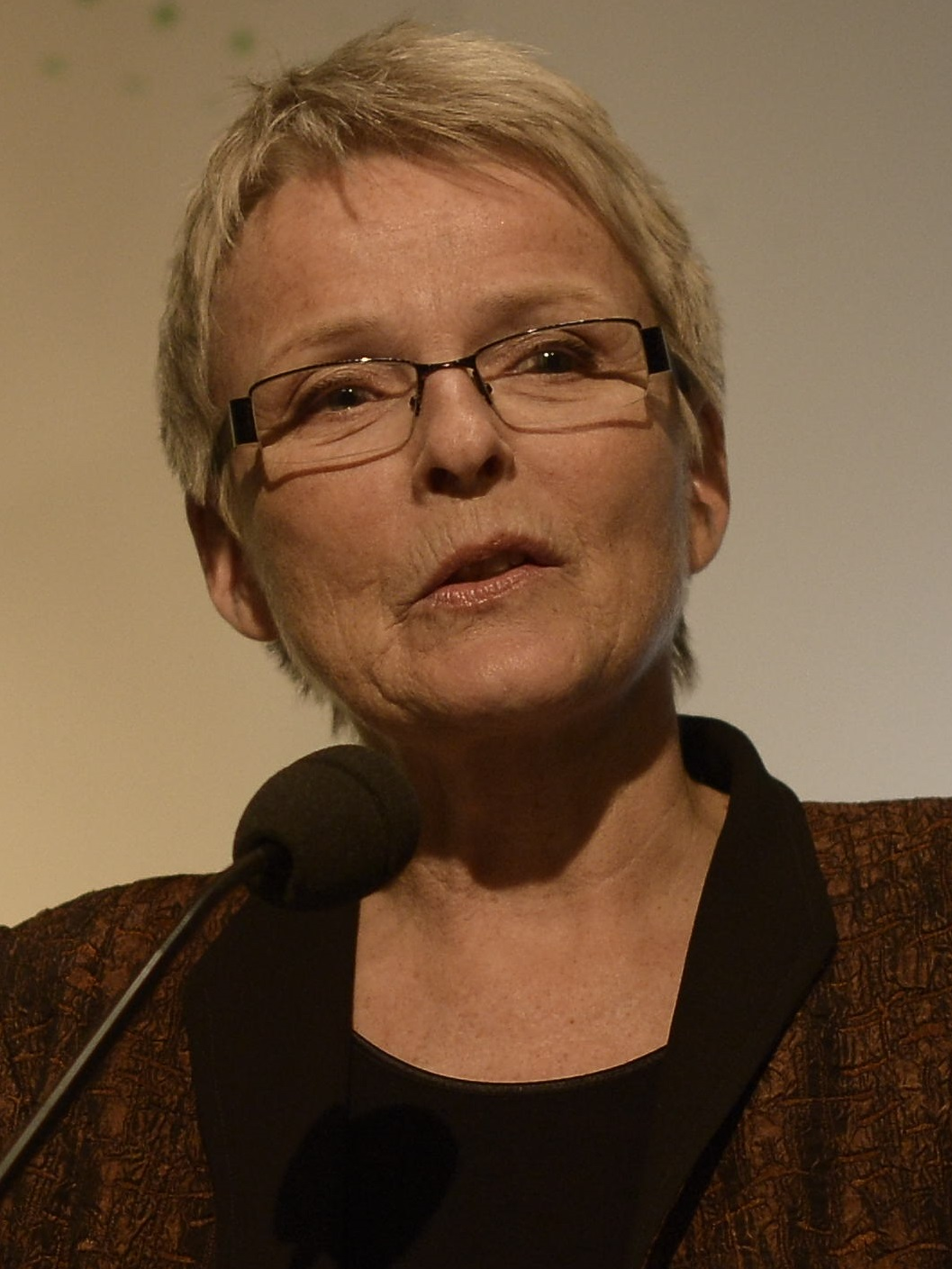
Anne Enger 1991–1999
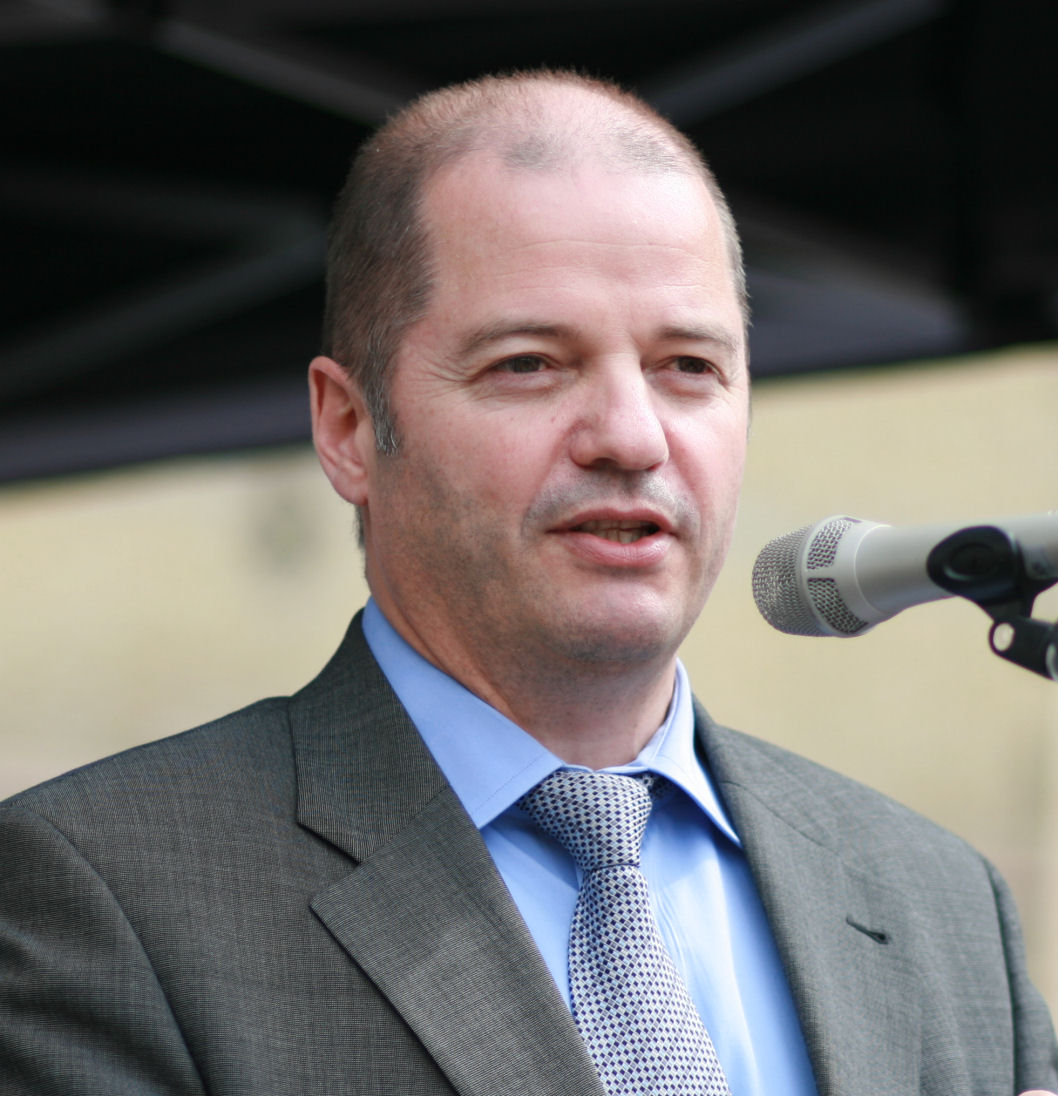
Odd Roger Enoksen 1999–2003
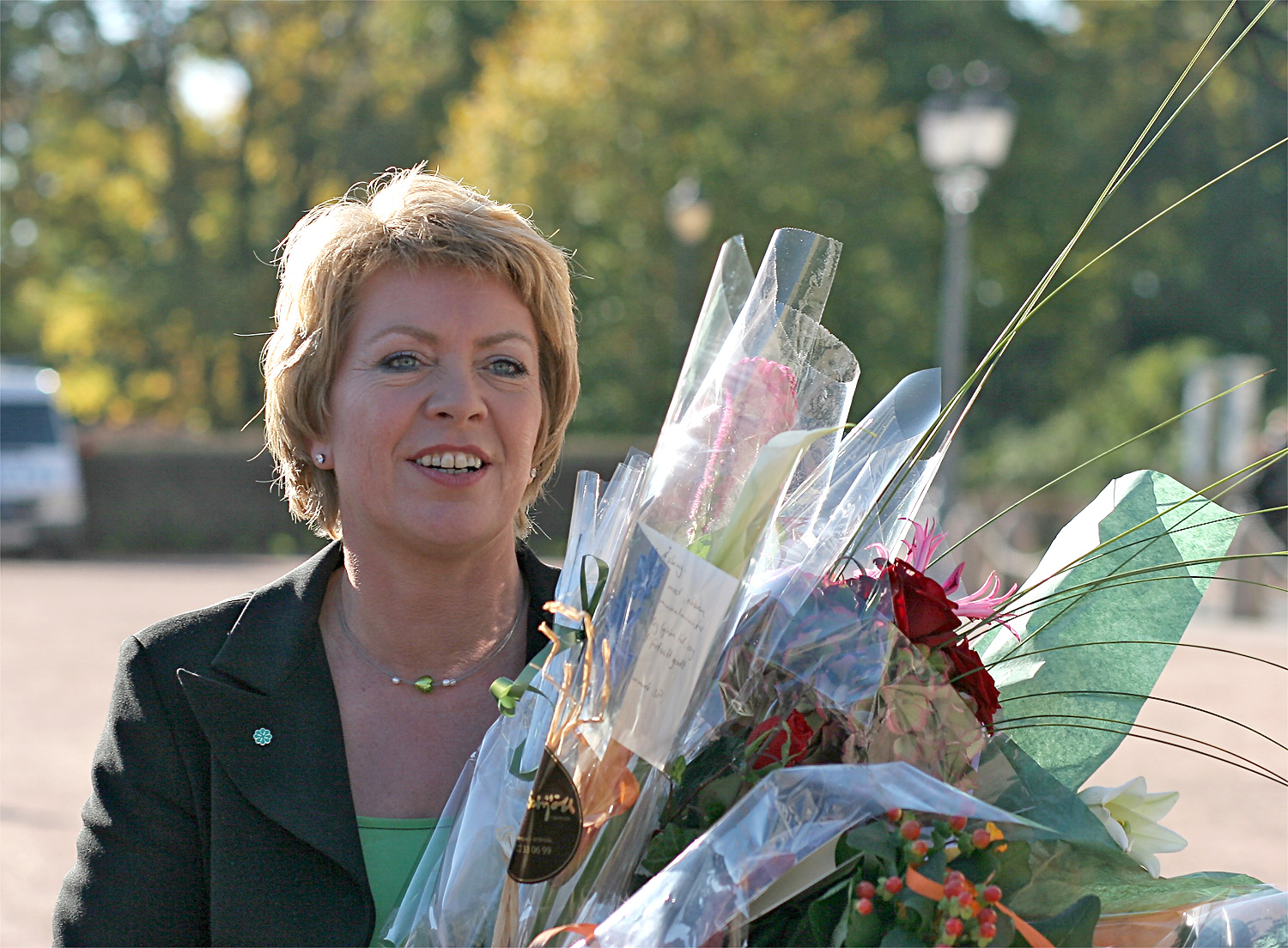
Åslaug Haga 2003–2008
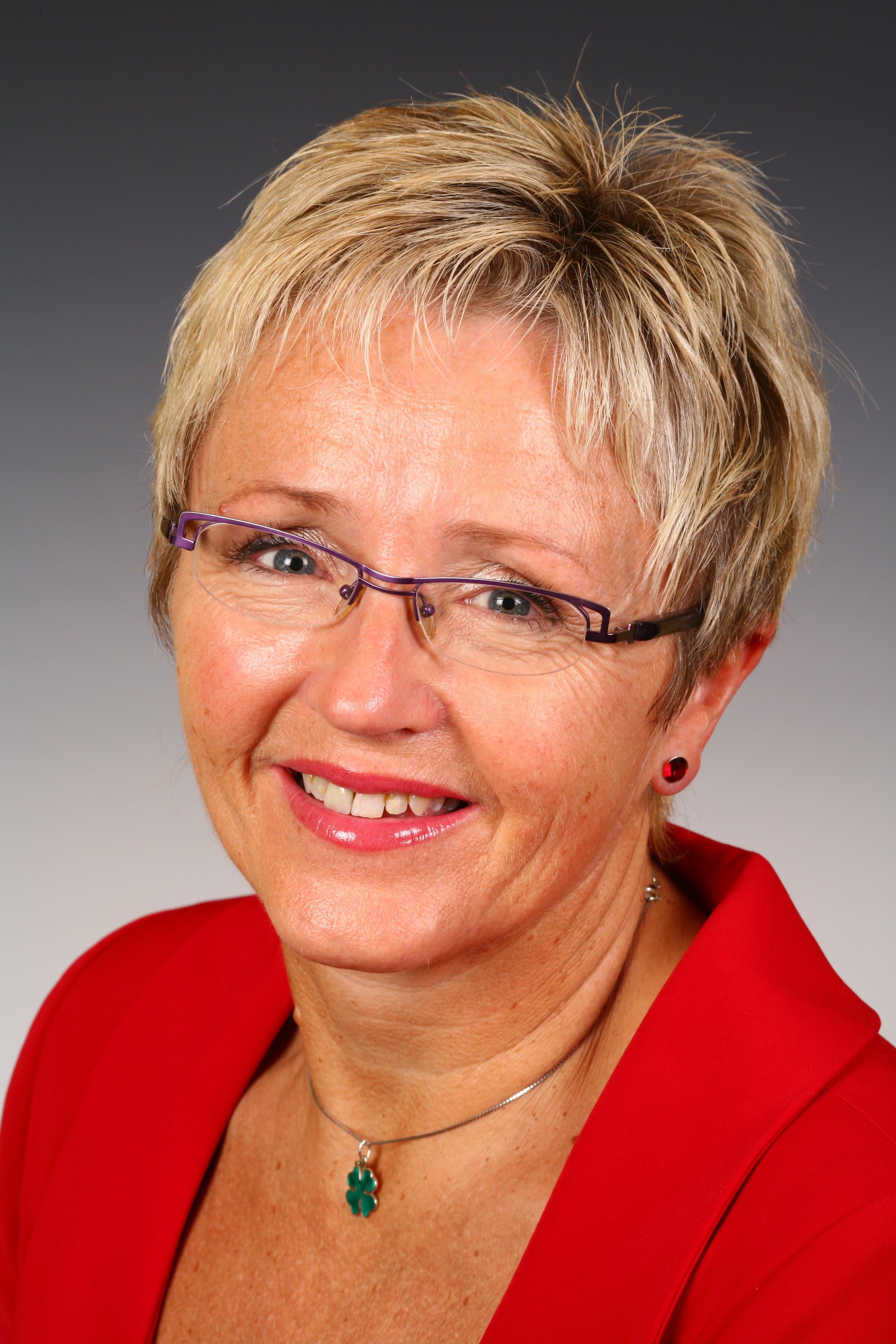
Liv Signe Navarsete 2008–2014
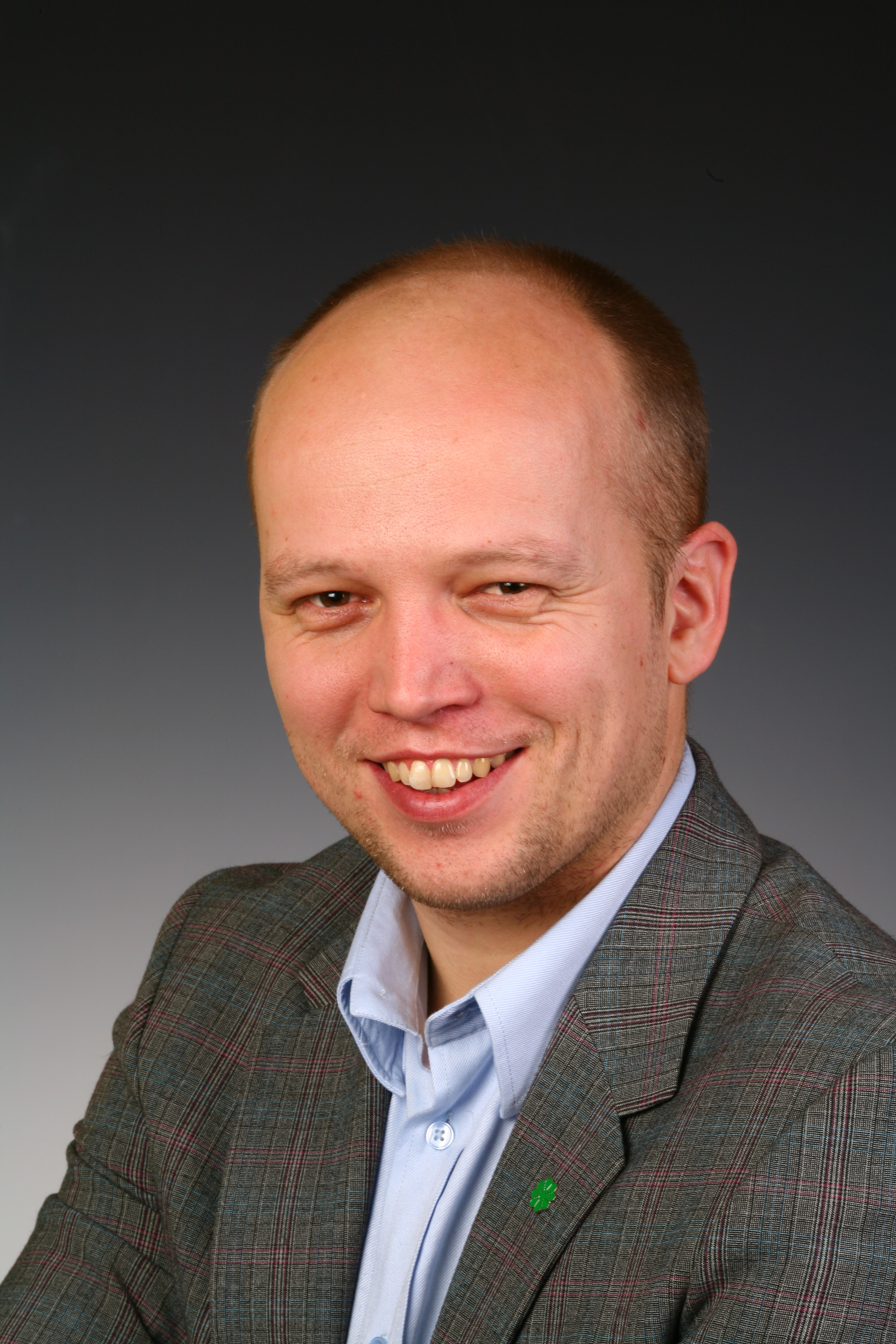
Trygve Slagsvold Vedum (depuis 2014)

### Premiers Ministres
- Peder Kolstad 1930-1931
- Jens Hundseid 1931-1932
- Per Borten 1965-1971

### Ministres actuellement en fonction
Les membres du Parti du centre participant au gouvernement Støre sont :
- Anne Beathe Tvinnereim, Développement international, depuis 2021 ;
- Trygve Slagsvold Vedum, Finances, depuis 2021 ;
- Kjersti Toppe, Enfance et Familles, depuis 2021 ;
- Bjørn Arild Gram, Défense, depuis 2022 ;
- Emilie Mehl, Justice et Sécurité publique, depuis 2021 ;
- Sigbjørn Gjelsvik, Collectivités territoriales et Développement régional, depuis 2022 ;
- Ola Borten Moe, Recherche et Enseignement supérieur, depuis 2021 ;
- Sandra Borch, Agriculture et Alimentation, depuis 2021.

## Résultats électoraux

### Élections législatives
| Année | Voix    | %    | Rang | Sièges   | Gouvernement                                                    |
| ----- | ------- | ---- | ---- | -------- | --------------------------------------------------------------- |
| 1921  | 118 657 | 13,1 | 4e   | 17 / 150 |                                                                 |
| 1924  | 131 706 | 13,5 | 4e   | 22 / 150 |                                                                 |
| 1927  | 149 026 | 14,9 | 4e   | 26 / 150 |                                                                 |
| 1930  | 190 220 | 15,9 | 4e   | 25 / 150 |                                                                 |
| 1933  | 173 634 | 13,9 | 4e   | 23 / 150 |                                                                 |
| 1936  | 168 038 | 11,5 | 4e   | 18 / 150 |                                                                 |
| 1945  | 119 362 | 8,0  | 5e   | 10 / 150 |                                                                 |
| 1949  | 85 418  | 7,9  | 4e   | 12 / 150 |                                                                 |
| 1953  | 157 018 | 9,0  | 5e   | 14 / 150 |                                                                 |
| 1957  | 154 761 | 9,3  | 4e   | 15 / 150 |                                                                 |
| 1961  | 125 643 | 9,3  | 3e   | 16 / 150 | Opposition (1961-1963), Lyng (1963), opposition (1963-1965)     |
| 1965  | 191 702 | 9,9  | 4e   | 18 / 150 | Borten                                                          |
| 1969  | 194 128 | 10,5 | 3e   | 20 / 150 | Borten (1969-1971), opposition (1971-1972), Korvald (1972-1973) |
| 1973  | 146 312 | 11,0 | 3e   | 21 / 155 | Opposition                                                      |
| 1977  | 184 087 | 8,6  | 4e   | 12 / 155 | Opposition                                                      |
| 1981  | 103 753 | 6,7  | 4e   | 11 / 155 | Opposition (1981-1983), Willoch (1983-1985)                     |
| 1985  | 171 770 | 6,6  | 4e   | 12 / 157 | Willoch (1985-1986), opposition (1986-1989)                     |
| 1989  | 171 269 | 6,5  | 6e   | 11 / 165 | Syse (1989-1990), opposition (1990-1993)                        |
| 1993  | 412 187 | 16,7 | 2e   | 32 / 165 | Opposition                                                      |
| 1997  | 204 824 | 7,9  | 5e   | 11 / 165 | Bondevik I (1997-2000), opposition (2000-2001)                  |
| 2001  | 140 287 | 5,6  | 6e   | 10 / 165 | Opposition                                                      |
| 2005  | 171 063 | 6,5  | 6e   | 11 / 169 | Stoltenberg II                                                  |
| 2009  | 165 006 | 6,2  | 5e   | 11 / 169 | Stoltenberg II                                                  |
| 2013  | 155 357 | 5,5  | 5e   | 10 / 169 | Opposition                                                      |
| 2017  | 302 017 | 10,3 | 4e   | 19 / 169 | Opposition                                                      |
| 2021  | 402 961 | 13,5 | 3e   | 27 / 169 | Støre                                                           |

### Élections communales
| Année | %    | Voix    |
| ----- | ---- | ------- |
| 1928  | 8,4  |         |
| 1931  | 9,1  |         |
| 1934  | 7,1  |         |
| 1937  | 6,8  |         |
| 1945  | 3,9  |         |
| 1947  | 5,3  |         |
| 1951  | 6,0  |         |
| 1955  | 6,9  |         |
| 1959  | 7,8  |         |
| 1963  | 8,2  |         |
| 1967  | 9,3  |         |
| 1971  | 11,5 |         |
| 1975  | 10,7 |         |
| 1979  | 8,5  |         |
| 1983  | 7,5  |         |
| 1987  | 7,1  |         |
| 1991  | 11,5 |         |
| 1995  | 11,6 |         |
| 1999  | 8,3  |         |
| 2003  | 7,9  |         |
| 2007  | 8,0  |         |
| 2011  | 6,8  | 163 246 |
| 2015  | 8,5  | 202 238 |
| 2019  | 14,4 | 381 006 |

### Élections régionales
| Année | %    | Voix    | Sièges    | +/- |
| ----- | ---- | ------- | --------- | --- |
| 1975  | 11,2 |         |           |     |
| 1979  | 8,6  |         |           |     |
| 1983  | 7,2  |         |           |     |
| 1987  | 6,8  |         |           |     |
| 1991  | 12,0 |         |           |     |
| 1995  | 11,7 |         |           |     |
| 1999  | 8,5  |         |           |     |
| 2003  | 8,0  |         |           |     |
| 2007  | 7,8  |         |           |     |
| 2011  | 6,3  |         |           |     |
| 2015  | 8,0  |         |           |     |
| 2019  | 14,6 | 362 848 | 106 / 633 |     |